# Sandra Minnert
Sandra Minnert (Gedern, Alemania Federal, 7 de abril de 1973) es una exfutbolista alemana, se desempeñaba como defensa y se retiró en 2008. Actualmente ejerce de entrenadora.

## Clubes
| Club                | País           | Año         |
| ------------------- | -------------- | ----------- |
| FSV Frankfurt       | Alemania       | 1990 - 1999 |
| Sportfreunde Siegen | Alemania       | 1999 - 2000 |
| 1. FFC Frankfurt    | Alemania       | 2000 - 2003 |
| Washington Freedom  | Estados Unidos | 2003        |
| 1. FFC Frankfurt    | Alemania       | 2003 - 2004 |
| SC 07 Bad Neuenahr  | Alemania       | 2004 - 2008 |